# Fiodor Tiouttchev
Fiodor (Théodore) Ivanovitch Tiouttchev (en russe : Фёдор Иванович Тютчев ; né le 5 décembre 1803 à Ovstoug près de Briansk d'une famille noble de la région de Briansk et mort le 27 juillet 1873 à Tsarskoïe Selo) est un des plus grands poètes russes, diplomate de carrière et censeur, « il est considéré, avec Pouchkine, comme le représentant de la poésie russe classique ; cependant, il est des critiques qui voient en lui le premier des symbolistes russes ».

## Biographie
Appartenant à une ancienne famille aristocratique, Fiodor Tiouttchev a fait ses études à la faculté des lettres de l'université impériale de Moscou, a fréquenté le cercle des amis de Semion Raïtch, puis il a servi comme diplomate pendant plus de vingt ans à Munich, où il est s'est battu en duel contre le baron de Krüdener, pour la main d'Amalie von Lerchenfeld.
Il est également entré en rapport à Munich avec Schelling et Heine, et a ensuite été en poste à Turin. En 1844, Tiouttchev retourne en Russie où il commence son service comme censeur.
« Il n'a jamais suivi la publication de ses poèmes - poèmes dont il parlait le moins possible en public, se contentant de vouloir passer pour un politicien à l'esprit acéré et un mondain caustique. Après Pouchkine et Viazemski dans Le Contemporain, c'est Ivan Tourgueniev qui se charge de publier son premier recueil, en 1858. Un deuxième recueil paraît en 1864, établissant définitivement sa réputation.
Hanté par le chaos qu'il ressentait autant dans les passions humaines que dans la nature, porteur de désespoir dont la poésie russe n'offre d'autre exemple que dans l'œuvre de Lermontov, Fiodor Tiouttchev reste l'un des plus extraordinaires poètes lyriques qu'ait connus la Russie. »
Il était le beau-père du slavophile Ivan Aksakov.
Sa fille, Maria Fiodorovna Tiouttcheva (-1872), épousa l'amiral Nikolaï Alexeïevitch Biriliov, l'un des héros de la défense de Sébastopol.
Fiodor Ivanovitch Tiouttchev fut inhumé au cimetière de Novodevitchi de Saint-Pétersbourg. Il repose auprès de son gendre l'amiral Nikolaï Alexeïevitch Biriliov.

## Œuvre
Tiouttchev a écrit environ quatre cents poèmes. Sa poésie des années 1810-1820 est une poésie traditionnelle, dans le genre de l’ode du XVIIIe siècle en Russie. Dans ses vers des 1830, l'on sent l'influence du romantisme, surtout du romantisme allemand (images de la nuit, du chaos). C’est une poésie méditative. Ses sujets sont généralement : la cosmogonie, la condition humaine, la nature. Lors des années 1840, Tiouttchev n’écrit presque pas de poésie, mais publie des articles politiques sur les relations de la Russie et de la civilisation occidentale.
En 1850, il tombe amoureux d’une aristocrate russe appauvrie, Elena Alexandrovna Denissiéva, et lui dédie quelques poèmes spirituels où l'amour est interprété comme une tragédie fatale. Plus tard, philologues et éditeurs réuniront ces poèmes en un cycle dit « Denissiévski ». Elena Denissiéva meurt en 1864.
L’année 1854 connait la publication de son premier recueil. Cette édition a été réalisée sans la participation de l’auteur: Tiouttchev ne s’est jamais considéré en homme de lettres professionnel. En 1860-1870, les thèmes politiques prédominent dans la poésie de Tiouttchev.
Le poème le plus connu de Tiouttchev s’appelle « Silentium ! », c'est-à-dire le silence signifiant l'impossibilité de comprendre les autres. On cite fréquemment en Russie un des vers de ce poème « Toute pensée qui s'exprime est mensonge ». Un autre de ses poèmes connus dit : « On ne peut pas comprendre la Russie par la voie de la raison, / On ne peut pas la mesurer, / Elle a un caractère particulier, / On ne peut que croire en elle ! »
Le poème, traduit en anglais, « The Dull Flame of Desire » est chanté par Björk dans son album Volta (repris de Stalker d'Andreï Tarkovski).
- Fiodor Tiouttchev a également écrit des poèmes en français. En voici un (daté de 1838) :

Nous avons pu tous deux, fatigués du voyage,

Nous asseoir un instant sur le bord du chemin –

Et sentir sur nos fronts flotter le même ombrage,

Et porter nos regards vers l'horizon lointain.

Mais le temps suit son cours et sa pente inflexible

A bientôt séparé ce qu'il avait uni, –

Et l'homme, sous le fouet d'un pouvoir invisible,

S'enfonce, triste et seul, dans l'espace infini.

Et maintenant, ami, de ces heures passées,

De cette vie à deux, que nous est-il resté ?

Un regard, un accent, des débris de pensées. –

Hélas, ce qui n'est plus a-t-il jamais été ?

## Poèmes
- On ne peut pas comprendre la Russie par la voie de la raison; aussi[5].
- Silentium!
- Ô toi mon âme prophétique...
- Vision
- Mal'aria
- Cicéron
- Le Jour et la Nuit
- Comme on voit l'océan envelopper le globe terrestre...

## Traductions (en français)

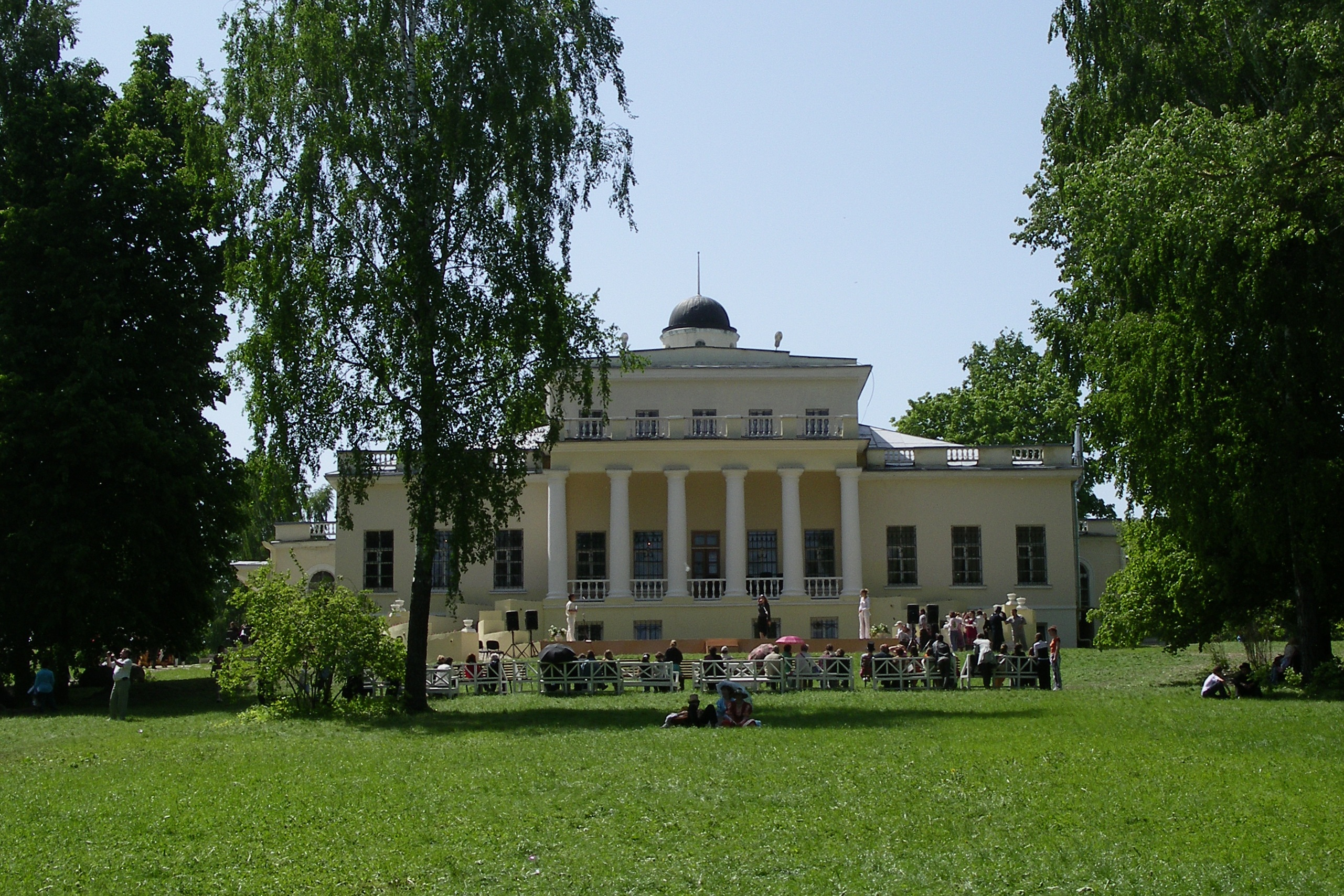
Domaine natal du poète à Ovstoug

- Poèmes, Librairie du Globe  (ISBN 2-85536-032-3)
- Œuvres poétiques, Sedr/Cref  (ISBN 5-7735-0116-3)
- Poésies, l'Âge d'homme  (ISBN 2-8251-2091-X)

## Traductions (en anglais)
- Vladimir Nabokov, Three Russian poets : selections from Pushkin, Lermontov and Tyutchev in new translations, Norfolk, Connecticut, New Directions, 1944